# Мар'їно (Щербининське сільське поселення, Калінінський район)
Мар'їно (рос. Марьино) — присілок в Калінінському районі Тверської області Російської Федерації.
Населення становить 1 особу. Входить до складу муніципального утворення Щербининське сільське поселення.

## Історія
Від 2005 року входить до складу муніципального утворення Щербининське сільське поселення.

## Населення
1. Н/Д[2]